# Jamadzsi Oszamu
Jamadzsi Oszamu (Hjogo, 1929. augusztus 31. – 2021. január 26.) japán válogatott labdarúgó.

## Nemzeti válogatott
A japán válogatottban 1 mérkőzést játszott.

## Statisztika
| Japán válogatott | Japán válogatott | Japán válogatott |
| Időszak          | Mérk.            | gól              |
| ---------------- | ---------------- | ---------------- |
| 1954             | 1                | 0                |
| Összesen         | 1                | 0                |